# Grace (Film)
Grace ist ein US-amerikanischer Horrorfilm von Paul Solet aus dem Jahr 2009. Er basiert auf einem gleichnamigen Kurzfilm und handelt von der Mutter Madeline, die nach einem Autounfall ihren Mann und ihr Kind verliert. Nach einer Totgeburt erwacht das Baby, das sie Grace nennt, auf wundersame Weise plötzlich zum Leben und entwickelt großen Hunger auf Blut.

## Handlung
Madeline und Michael erwarten Nachwuchs, doch während einer Autofahrt kommt es zu einem Unfall, bei dem Michael und das Baby sterben. Dennoch will Madeline es weiterhin austragen, obwohl sicher ist, dass es eine Totgeburt wird. Als die Geburt eingeleitet wird, kommt das Baby wie erwartet tot zur Welt. Madeline will dies jedoch nicht akzeptieren, und nach kurzer Zeit des Schweigens erwacht „Grace“ zum Leben.
Madeline ist überglücklich, doch die Freude währt nicht lange. Grace beißt immerzu in Madelines Brust und es offenbart sich, dass Grace kein gewöhnliches Kind ist. In ihrem Zimmer schwirren Fliegen umher, sie riecht eigenartig, bekommt einen merkwürdigen Ausschlag und dann wird klar, dass Grace es nicht auf Muttermilch abgesehen hat. Fortan „füttert“ Madeline Grace mit Tierblut, dabei wird sie selbst immer schwächer und blasser. Dennoch will sie nicht ins Krankenhaus und sucht stattdessen verzweifelt Hilfe bei Patricia, ihrer alten Freundin und Hebamme, doch Patricias Assistentin, die Madelines Anrufe entgegennimmt, verheimlicht dies. In der Zwischenzeit versucht Michaels Mutter Vivian, das Sorgerecht für das Kind zu bekommen, indem sie Dr. Sohn damit beauftragt, dafür zu sorgen, dass Madeline als unfähige Mutter dargestellt wird.
Als dieser Madeline untersucht, hört er Grace durch das Babyfon schreien. Da er vermutet, sie sei krank, geht er nach oben. Madeline will dies verhindern, tötet Dr. Sohn jedoch versehentlich. Madeline versucht, die Leiche im Badezimmer zu verstecken, doch da sich Dr. Sohn nicht bei Vivian meldet, wird diese misstrauisch und fährt zu Madelines Haus. Derweil versucht Madeline, Dr. Sohns Blut in die Flasche zu füllen, um die immer noch schreiende Grace zu füttern. Vivian kommt durch die nicht abgeschlossene Tür ins Haus und Madeline fällt die Flasche aus der Hand und zersplittert auf dem Boden.
Vivian geht, nachdem sie unten mit Madeline gesprochen hat, in Graces Zimmer und nimmt sie mit sich. Dann versteckt sie sich im Badezimmer, wo sie die Leiche von Dr. Sohn entdeckt. Sie bewaffnet sich mit einem Hammer und droht Madeline damit. Diese versucht, Vivian davon zu überzeugen, dass Grace ein besonderes Kind sei und besondere Nahrung brauche. Kurz darauf begibt sich auch Patricia zu Madelines Haus. Aus Wut schlägt Vivian Madeline den Hammer gegen den Kopf, woraufhin diese blutend und reglos auf dem Boden liegen bleibt. Als sich Vivian über sie beugt, erwacht Madeline und schlägt den Hammer gegen Vivians Kopf, nachdem sie ihr in den Hals gebissen hat. Dann wird sie wieder ohnmächtig. Kurz darauf kommt Patricia durch die Hintertür ins Haus und findet die tote Vivian, die immer noch ohnmächtige Madeline und Grace.
Einige Zeit später sieht man Patricia mit einem Wohnwagen über den Highway fahren. An einer Tankstelle macht sie halt. Sie begibt sich in den hinteren Teil des Wohnwagens, wo Madeline mit Grace in den Armen auf einem Bett sitzt. Plötzlich bemerkt Patricia eine Pfütze Blut auf dem Boden, woraufhin sie Madeline besorgt ansieht. Diese sieht mit den Worten „Sie braucht jetzt mehr – sie zahnt.“ auf ihre Brust, aus der Grace einige Stücke herausgebissen hat.

## Hintergrund und Trivia
Der Film wurde in der kanadischen Provinz Saskatchewan gedreht. Der Produzent des Films, Adam Green, war als Bedienung an der Fleischtheke zu sehen.

## Auszeichnungen
- 2009: Gabrielle Rose gewann den Fright Meter Award für die beste Nebendarstellerin.
- 2009: Paul Solet gewann den Jurypreis in der Kategorie Bester Spielfilm auf dem Gérardmer Film Festival
- 2009: Im Ringen um den Vision Award gewann Paul Solet auf dem Toronto After Dark Film Festival den 3. Platz

Nominierungen
- 2009: Narcisse Award für Paul Solet
- 2009: Bester Film auf dem Catalonian International Film Festival
- 2010: Chainsaw Award für Jordan Ladd und Austin Wintory

## Kritik
Der Filmdienst urteilt: „Horrorfilm mit außergewöhnlichen Kameraeinstellungen und unterschiedlichen Erzählperspektiven. Zum Ende hin fasert die bizarre, wenig stringente Handlung aus.“